# 斯特拉思科納山
斯特拉思科納山（英語：Mount Strathcona），是南極洲的山峰，位於瑪麗皇后地，處於巴爾史密斯山以南11英里的登曼冰川西部，由澳大拉西亞探險隊發現，現時由南極條約體系管理。